# Кабрал, Вашку
Вашку Кабрал (порт. Vasco Cabral; 23 августа 1926, Фарим — 24 августа 2005, Бисау) — поэт, политический и государственный деятель Республики Гвинея-Бисау. Был министром экономики и финансов, министром юстиции и вице-президентом Гвинеи-Бисау.

## Биография
Кабрал родился в Фариме. Был одним из немногих африканцев, получивших возможность учиться в Техническом университете Лиссабона.
Активно участвовал в прогрессивном молодёжном и студенческого движении, за противодействие диктаторскому режиму Антониу де Оливейра Салазара неоднократно подвергался арестам и заключениям. В 1953 году был брошен в тюрьму почти на шесть лет, включая два года в одиночной камере. После своего освобождения в 1959 году окончил юридический факультет Лисабонского финансово-экономического института.
Сблизился с Амилкаром Кабралом, также пребывавшим в Лиссабоне. Считается одним из основателей Африканской партии независимости Гвинеи и Островов Кабо-Верде (ПАИГК), был членом руководства (Центрального комитета) этой левой антиколониальной партии.
Бежал из Португалии в июле 1962 года вместе с Агостиньо Нето из Народного движения за освобождение Анголы (МПЛА).
Участвовал в Войне за независимость Гвинеи-Бисау 1963—1974 годов, был членом Военного совета революционных народных вооружённых сил (ФАРП) и отвечал в нём за идеологию. Член Президиума Всемирного совета мира с 1973 года.
После независимости занимался руководящими функциями в областях экономического развития и центрального планирования в стране. В 1973—1980 годах — министр экономики и финансов, в 1981—1982 — министр экономической координации и планирования, с 1984 года — секретарь Государственного совета, министр экономики. С ноября 1981 года был членом Политбюро ЦК и постоянным секретарём ЦК ПАИГК.
19 июня 1989 года, когда Жуан Бернарду Виейра был переизбран на второй срок в качестве председателя Государственного совета, его первым замом стал Йафай Камара, а вторым — Вашку Кабрал. 
Вашку Кабрал также был известен как поэт, автор сборника стихотворений «Борьба — моя весна» (1981) и основатель Национального союза писателей Гвинеи-Бисау.

## Сочинения
- A luta é a minha primavera, 1981.